# Cilayung (Ciwaru)
Cilayung is een bestuurslaag in het regentschap Kuningan van de provincie West-Java, Indonesië. Cilayung telt 1413 inwoners (volkstelling 2010).